# Peter Janisch
Peter Till Sylvester Heinrich Josef Janisch (* 20. Dezember 1924 in Wien; † 17. August 2015 ebenda) war ein österreichischer Schauspieler, Regisseur und Intendant.
Peter Janisch war 42 Jahre Festspielintendant in Niederösterreich, Gründer und Intendant der „Raimundfestspiele Gutenstein“ und der „Komödienspiele Weißenkirchen“ (heute: „Wachaufestspiele Weißenkirchen“) und Intendant der „Sommerspiele Melk“, außerdem 37 Jahre Direktor des Wiener Ateliertheaters. Der Entdecker zahlreicher Schauspieler, die im gesamten deutschsprachigen Raum erfolgreich sind, gab auch Schauspielunterricht.
Janisch war verheiratet und lebte mit seiner Gattin Mila in Wien. Er wurde am Hietzinger Friedhof bestattet. Der 2004 verstorbene Kammerschauspieler Michael Janisch war sein Bruder.

## Filme (Auswahl)
- 1991: Die Strauß-Dynastie
- 1994: Mesmer

## Fernsehen (Auswahl)
- 1972: Hotel Sacher (als Portier)
- 1974: Verurteilt 1910, Regie: Jörg A. Eggers, mit Leon Askin, Klausjürgen Wussow
- 1983: Tatort – Mord in der U-Bahn, Regie: Kurt Junek, mit Ida Krottendorf, Karl Merkatz
- 1999: Kaisermühlen-Blues

## Hörspiele
1974: Isaak E. Babel: So wurde es in Odessa gemacht (Benja Krik) – Regie: Miodrag Djurdjevic (ORF / NDR)

## Auszeichnungen
- Silberne Ehrenplakette der Stadt Melk (1971)
- Österreichisches Ehrenkreuz für Wissenschaft und Kunst (1975)
- Verleihung des Ehrentitels Professor (1982)
- Goldenes Ehrenzeichen für Verdienste um Niederösterreich (1987)
- Ferdinand Raimund-Ring (1993)